# Starościn (gmina)
Starościn (od 1877 Samoklęski) – dawna gmina wiejska istniejąca w XIX wieku w guberni lubelskiej. Siedzibą władz gminy był Starościn.
Za Królestwa Polskiego gmina Starościn należała do powiatu lubartowskiego w guberni lubelskiej.
Gmina została zniesiona w 1877 roku przez przemianowanie na gmina Samoklęski.